# Silvio Raffo
Silvio Raffo, all'anagrafe Silvio della Porta Raffo (Roma, 7 dicembre 1947), è un poeta, scrittore, critico letterario e traduttore italiano.

## Biografia
Nato a Roma, laureato in Lettere classiche nel 1971, vive a Varese, dove dirige il centro di cultura creativa "La Piccola Fenice", fondato nel 1986. Traduttore, poeta e narratore, ha collaborato con radio, televisioni svizzere e italiane, e periodici, fra cui il mensile «Poesia». Nel 1997 è stato finalista al Premio Strega con il romanzo La voce della pietra (Il Saggiatore, 1996) dal quale è stato tratto il film Voice from the Stone, con Emilia Clarke e Marton Csokas, regia di Eric D. Howell , uscito nel 2017.
Esordisce giovanissimo come poeta con I giorni delle cose mute (Kursaal, 1967). Agli stessi anni risale l'amicizia con figure di primo piano nel panorama letterario italiano, quali Natalia Ginzburg, Maria Luisa Spaziani e Daria Menicanti, oltre a Margherita Guidacci e Paola Faccioli. L'attività poetica prosegue negli anni Ottanta e Novanta con la pubblicazione delle raccolte Lampi della Visione (Crocetti, 1988) e L'equilibrio terrestre (Crocetti, 1991), fino ai più recenti Maternale (Nuova Editrice Magenta, 2007), Al fantastico abisso (Nomos, 2011), Il taccuino del recluso (Interno Poesia, 2021) e L'estasi insicura (Interno Libri, 2024).
Agli anni Ottanta risale l'approdo alla traduzione, con la pubblicazione di un'antologia di Emily Dickinson (Fogola, 1986). La traduzione di tutto il corpus poetico di Emily Dickinson prosegue con due raccolte uscite presso l'editore milanese Crocetti (1988, 1993) e confluisce nelle 1174 poesie tradotte per il Meridiano Arnoldo Mondadori Editore dedicato alla poetessa statunitense (Milano, 1997). Lo studio della Dickinson porta anche alla pubblicazione di un saggio (La sposa del terrore, Book Editore, 2009) e una biografia (Io sono nessuno, Le Lettere, 2011). Oltre alla Dickinson, è traduttore e studioso di altre poetesse anglo-americane fra cui Emily Brontë, Charlotte Brontë, Anne Brontë, Christina Rossetti, Edna St. Vincent Millay, Dorothy Parker, Sara Teasdale, Wendy Cope. 
Per Arnoldo Mondadori Editore ha riportato alle stampe, dopo anni di silenzio, le poesie di Ada Negri (2002), e Sibilla Aleramo (2004). Nel 2012 ha curato la prima riedizione delle poesie e delle lettere della poetessa torinese Amalia Guglielminetti, a lungo dimenticate. Della stessa Guglielminetti, nel 2019 ha curato le prose Tipi bizzarri (Rina Edizioni). Nel 2013 ha curato, insieme ad Alessandra Cenni, per l'editore Bietti, la più completa edizione dell'opera della poetessa milanese Antonia Pozzi: Lieve offerta.
Nel 2008, insieme a Linda Terziroli, ha ideato il Premio Guido Morselli che ogni anno organizza, oltre al premio letterario, giornate di studio dedicate all'autore di Dissipatio H. G., fra Italia e Svizzera.
Ha insegnato fino al 2014 materie letterarie (italiano, latino e greco) al liceo classico Ernesto Cairoli di Varese.
Nel 2018 interpreta la parte dello scrittore danese Hans Christian Andersen nel video musicale Una fiaba di Hans, brano scritto dal cantautore Riccardo Ceratti per la regia di Renzo Carnio.
Nel 2023 è protagonista di Aspirante alieno. Incontro con Silvio Raffo, docufilm dedicato alla sua figura, ideato e diretto dalla regista romana Iolanda La Carrubba e distribuito da Minerva Pictures per Prime Video.

## Opere

### Poesia
- I giorni delle cose mute, Kursaal editoriale, 1967
- Invano un segno, Rebellato Editore, 1976
- Stanchezza di Mnemosyne, Forum Quinta Generazione, 1982
- Immagini di Eros, Forum Quinta Generazione, 1984
- Da più remote stanze, Firenze, Hellas, 1984 (prefazione di Daria Menicanti)
- Lampi della visione, Milano, Crocetti, 1988
- L'equilibrio terrestre, Milano, Crocetti, 1991
- Quel vuoto apparente, Edizioni del Leone, 1995
- Vocative, LietoColle, 2003
- Il canto silenzioso, Marna, 2005 (prefazione di Maria Luisa Spaziani)
- Maternale, NEM, 2007
- Al fantastico abisso, Nomos, 2011
- La vita irreale, poesie su due toni, Robin, 2015
- Veglia d'autunno, New Press Edizioni, 2016
- Corpo Segreto, LietoColle, 2017
- La ferita celeste, La Vita Felice, 2019
- Il giovane dolore, Puntoacapo Editrice, 2021 (postfazione di Sacha Piersanti)
- In voce, Edizioni Petite Plaisance 2021, con Cd
- Il taccuino del recluso, Interno Poesia, 2021 (prefazione di Silvio Aman, postfazione di Sacha Piersanti)
- Esserci. 366 quartine per un anno bisestile, De Piante Editore, 2023
- L'estasi insicura, Interno Libri Edizioni, 2024

### Romanzi
- Lo specchio attento, 1974, Edizioni Dello Zibaldone, 1987; poi Elliot Edizioni, 2020 (postfazione di Sacha Piersanti)
- Il lago delle sfingi, Marna, 1990
- La voce della pietra, Il Saggiatore, 1996; poi Elliot Edizioni, 2018
- Virginio, Il Saggiatore, 1997
- Spiaggia Paradiso, Marna, 2000
- I figli del Lothar, Ulivo, 2008
- Dépendance, A. Car, 2009
- Eros degli inganni, Bietti, 2010
- Giallo matrigna, Robin, 2011
- La sposa della morte, Robin, 2013
- Mio padre René, Robin, 2015
- Le insidie celesti - Otto racconti neogotici italiani, Robin, 2016
- Il segreto di Marie-Belle, Elliot Edizioni, 2019
- Gli angeli della casa, Elliot Edizioni, 2021
- L' incanto delle tenebre. Romanzi e racconti neogotici italiani, Robin, 2022
- L'ultimo poeta, Elliot Edizioni, 2023
- I tuoi occhi nel buio, Elliot Edizioni, 2024

### Traduzioni
- Emily Dickinson: poesie, Fògola, 1986
- Emily Dickinson: Geometrie dell'Estasi, Crocetti, 1988
- Le più belle poesie di Emily Dickinson, Crocetti, 1993
- Oscar Wilde: Tutti i racconti, Newton & Compton, 1997, 2012
- Emily Dickinson: tutte le poesie, Meridiani Arnoldo Mondadori Editore, 1998
- Christina Rossetti: Nostalgia del cielo, Le Lettere, 2001
- L'amore non è cieco, Edna St. Vincent Millay, Crocetti, 2001, 2010
- Dorothy Parker: tanto vale vivere, La Tartaruga, 2002
- Anne, Emily, Charlotte Brontë: Poesie, Arnoldo Mondadori Editore, 2004
- Gli amorosi incanti, poesie di Sara Teasdale, Crocetti, 2010
- Guarire dall'amore, Wendy Cope, Crocetti, 2012
- Patrick Branwell Brontë, Poesie, La Vita Felice, 2015
- Emily Dickinson, Il giardino della mente, La Vita Felice, 2017
- Alfred Douglas, L'amore che non osa, Elliot Edizioni 2019
- Emily Dickinson, Pochi amano veramente, casa editrice DePiante 2021
- Emily Dickinson, Natura, la più dolce delle madri, Elliot Edizioni 2021

### Saggi
- Guida alla letteratura contemporanea, Bonacci, 1977
- Donna, mistero senza fine bello, Newton & Compton 1994 (a cura di)
- Gli specchi della Luna, Tettamanti, 1999
- Ada Negri, Poesie, Arnoldo Mondadori Editore, 2002 (a cura di)
- Sibilla Aleramo, tutte le poesie, Arnoldo Mondadori Editore, 2004 (a cura di)
- Platone: l'anima, Arnoldo Mondadori Editore, 2006 (a cura di)
- Seneca: la serenità, Arnoldo Mondadori Editore, 2006 (a cura di)
- Marco Aurelio: la libertà interiore, Arnoldo Mondadori Editore, 2007 (a cura di)
- La sposa del terrore, Book Editore, 2009
- Io sono Nessuno (vita di Emily Dickinson), Le Lettere, 2011
- Lady Medusa - Vita, poesia e amori di Amalia Guglielminetti, Bietti, 2012 (a cura di)
- Saffo. Antologia lirica, Nomos Edizioni, 2013 (a cura di)
- Antonia Pozzi: Lieve offerta, Bietti, 2013 (a cura di, con Alessandra Cenni)
- La divina differenza: la musa lirica di Maria Luisa Spaziani, LietoColle, 2015
- Muse del disincanto. Poesia italiana del Novecento. Un'antologia critica, Castelvecchi, 2019
- La musa tempestosa. Emily Bronte. Ediz. italiana e inglese, Interno Poesia Editore, 2023
- Amore e anima. I due volti di Eros, Elliot, 2024
- Il verso è tutto. I nuovi lirici, Croce Libreria, 2024

## Premi
- 1980 Premio Jean Vigo per il miglior soggetto teatrale Pas de Deux
- 1982 Premio Romagna per la miglior traduzione di poesia inglese
- 1983 Premio Cardarelli - Tarquinia per Stanchezza di Mnemosyne
- 1985 Premio David per Da più remote stanze
- 1988 Premio Gozzano per Lampi della visione
- 1991 Premio Città di Cariati per L'equilibrio terrestre
- 1995 Premio Città di Borgomanero per Quel vuoto apparente
- 1997 Finalista al Premio Strega per La voce della pietra
- 2001 Finalista al Premio Ada Negri per Spiaggia Paradiso
- 2008 Secondo classificato al Premio Città di Salò per Maternale
- 2012 Finalista al Premio Monselice per la traduzione dall'inglese delle poesie di Christina Rossetti, Nostalgia del Cielo (Le Lettere)
- 2012 Premio Val di Comino per Al fantastico abisso
- 2016 Premio Pontedilegno per La vita irreale, poesie su due toni
- 2017 Premio Energie per la Vita per Veglia d'autunno
- 2018 Premio Lord Byron per Corpo Segreto
- 2021 Premio Lord Byron per La ferita celeste
- 2021 Premio Libero de Libero per Il giovane dolore
- 2021 Premio Lord Byron 2021 per Il segreto di Marie-Belle